# Saccocirrus papillocercus
Saccocirrus papillocercus är en ringmaskart som beskrevs av Bobretzky 1872. Saccocirrus papillocercus ingår i släktet Saccocirrus och familjen Saccocirridae. Arten har ej påträffats i Sverige. Inga underarter finns listade i Catalogue of Life.